# 間宮茂樹
間宮 茂樹（まみや しげき、1944年1月 - ）は、日本の政治学者、京都産業大学名誉教授。専攻は、政治哲学、国際政治学、安全保障論、近代日本外交史。新たな政治概念として『意志政治』（Will-Politics）を唱えている。東京都生まれ。

## 経歴
- 1967年 拓殖大学政経学部政治学科卒業
- 1970年 早稲田大学大学院政治研究科国際政治学専修卒
- 1971年 京都産業大学世界問題研究所助手
- 1980年 ジョージ・ワシントン大学中ソ問題研究所研究員
- 1989年 京都産業大学世界問題研究所教授
- 1999年 京都産業大学世界問題研究所所長
- 2002年 京都産業大学一般教育センター長
- 2004年 京都産業大学文化学部教授
- 2014年 京都産業大学名誉教授
- 戦略研究学会理事（西日本支部長）
- NPO孫子経営塾理事（西日本支部長）

## 著作等
- 『哲学の世界』（共著）「意志政治論-権力政治論の評価と克服」（創文社1985年）
- 『戦略論の名著』（共著）「リデル・ハート『戦略論』1954年」（中公新書2013年）

### 論考
- 「なぜ日本人は戦略的発想が苦手なのか---戦略論の哲学について」（年報戦略研究7<インテリジェンス>、戦略研究学会編、芙蓉書房出版、2009年12月）
- 「国家と国民―国の利益と個人の利益」　（新聞「国民協会」　1973年5月21日号）自由民主党・国民協会懸賞論文佳作
- 「苦悩の道―日本の安全保障」（「防衛アンテナ」1978年4月号）防衛庁懸賞論文準優勝